# Palazzo dal Portale toscano
Il palazzo dal Portale toscano è un edificio di valore storico e architettonico di Napoli, ubicato in vico Pazzariello.
Il palazzo, di fondazione quattrocentesca, fu cambiato pesantemente nel XVIII secolo con l'aggiunta di stucchi barocchi; contemporaneamente fu congiunto con l'isolato prospiciente via Santa Chiara.
L'edificio presenta un bel portale rinascimentale di ordine toscano riccamente decorato. Esso in origine era l'accesso principale al fabbricato ed attualmente risulta chiuso; l'accesso è garantito da un altro portale meno monumentale. La presenza di due accessi implica la presenza di due scale; quella attualmente utilizzata è quella dell'accesso lungo via Santa Chiara al civico 31. La facciata su via Santa Chiara si eleva su tre piani più il mezzanino. Il portale tardocinquecentesco, benché sia più largo di quello quattrocentesco su vico Pazzariello, presenta una decorazione molto semplice e scarna. Tutta la composizione si mantiene all'interno del piano basamentale del palazzo.